# Tephritis saussurea
Tephritis saussurea är en tvåvingeart som beskrevs av Masahiro Sueyoshi 1998. Tephritis saussurea ingår i släktet Tephritis och familjen borrflugor. Inga underarter finns listade i Catalogue of Life.